# بلاسيدو ألفاريز-بويلا
بلاسيدو ألفاريز–بويلا لوزانا (بالإسبانية: Plácido Álvarez–Buylla Lozana؛ أبريل 1885 – 10 أغسطس 1938) كان لاعب كرة قدم إسباني ودبلوماسي وسياسي، وكان وزير الصناعة والتجارة في عام 1936. وصل إلى أعلى المستويات سواء في الرياضة أو في المهن. عندما كان شابًا، لعب كرة القدم في أندية أوفييدو إف سي في أستورياس، ونادي مدريد إف سي وإسبانيول دي مدريد في مدريد، وإسبانيول في برشلونة، ووصل إلى نهائي كأس ملك إسبانيا مع الأندية الثلاثة الأخيرة. وباعتباره رجلاً أكبر سنًا، كانت له مسيرة سياسية ناجحة، حيث شغل عدة مناصب مهمة في الحكومة الإسبانية، مثل وزير الصناعة والتجارة. كان لديه ثلاثة أشقاء، بينيتو، بلاسيدو وأدولفو، وكان الاثنان الأخيران أيضًا لاعبي كرة قدم.

## النشأة
وُلِد بويلا في أستورياس باعتباره ابنًا لـ (أدولفو أ. بويلا، أستاذ الاقتصاد السياسي ورئيس جامعة أتينيو دي مدريد، وكارمن لوزانا دي لا كونشا. كان بويلا وعائلته يقضون الصيف في ساليناس، حيث من المعروف أنه وإخوته لعبوا مباريات كرة قدم مع فريق من بلدة كاستريلون.

## المسيرة الكروية

### أوفييدو وأفيليس
بدأ بويلا لعب كرة القدم في عام 1900، عندما كان عمره 15 عامًا، عندما أقنعه صديق له عاد من إنجلترا بذلك. لعب بويلا لصالح نادي مسقط رأسه أوفييدو إف سي، إلى جانب أستاذ التاريخ الشهير، رافائيل ألتاميرا، الذي كان آنذاك أستاذًا في جامعة أوفييدو. وكان أيضًا جزءًا من أول الفرق في أفيلا، مثل نادي الصناعة والرياضة في أفيليس، الذي لعب معه بين عامي 1908 و1912.

### نادي مدريد
لعب جميع الإخوة بويلا لصالح نادي مدريد لكرة القدم، حيث قضى كل منهم ثلاث سنوات في العاصمة بسبب دراستهم الجامعية القانونية، وبسبب استقرار عائلتهم هناك. عندما انتقل بلاسيدو إلى مدريد في عام 1906 لمواصلة دراسته للقانون، سرعان ما أصبح له أصدقاء، وكان العديد منهم أعضاء في نادي مدريد لكرة القدم، وبين عشية وضحاها وجد نفسه مسجلاً في الفريق الأبيض حيث جاء ليشارك في قيادة الفريق الثاني. كان رجلاً طويل القامة وقوي البنية، وأدى بشكل جيد للغاية في المهام الدفاعية، لذلك، على الرغم من أن مدريد كان لديه أمثال خوسيه بيراوندو، وخوسيه كيرانتي، وخواكين يارزا في خط دفاعه، إلا أن صفاته الجسدية ودستوره المبني جيدًا أكسبته مكانة في الفريق الأول إما كلاعب خط وسط أو مدافع، ولكن في الغالب كمدافع. في إحدى المناسبات، في 28 فبراير 1905، لعب كحارس مرمى في الفريق الثالث ضد أتليتيك مدريد بسبب نقص اللاعبين.
جاءت اللحظة الحاسمة له في مدريد في 5 يناير 1907 في مباراة دولية ضد نادي لشبونة، حيث لعب في مركز نصف الوسط الأيسر. حصل على الدكتوراه من جامعة مدريد في عام 1909.

### إسبانيول مدريد
على الرغم من بعض الخطوات الأولى المشجعة في النادي الأبيض، فقد اتبع الأخوين جيرالت (أرماندو وخوسيه) وأنتونيو نيرا عندما قرروا مغادرة مدريد في عام 1907 للانضمام إلى منافسيه في المدينة إسبانيول دي مدريد، والذي وصل معه إلى نهائي كأس ملك إسبانيا مرتين متتاليتين (1909 و1910) والتي انتهت بخسارته أمام نادي سيكليستا ونادي برشلونة، وخسر الأخير على الرغم من هدفين من شقيقه الأصغر فيسينتي.

### إسبانيول
في عام 1910، غادر الأخوان جيرالت، نيرا، وشقيقه الأصغر فيسينتي نادي إسبانيول للانضمام إلى نادي إسبانيول في برشلونة، وأثبتوا جودتهم مرة أخرى من خلال الوصول إلى نهائي كأس آخر في عام 1911، حيث بدأ في خسارة 3–1 أمام أتليتيك بلباو. وفقًا لصحيفة موندو ديبورتيفو في عددها الصادر في 24 مارس 1910، كان بويلا البالغ من العمر 24 عامًا آنذاك ظهيرًا أيمنًا يزن 79 كيلوغرامًا ويبلغ طوله 1.83 مترًا، ووُصف بأنه "بلا شك أحد أفضل اللاعبين في فريق [إسبانيول]".
انتهت مسيرته الكروية مع اندلاع الحرب العالمية الأولى وشلل الرياضة في إسبانيا. من الطبيعي أن يخدم وقته كلاعب كرة قدم حياته السياسية، حيث أن كونه جزءًا من فريق يكتسب عادة الانضباط الضرورية للغاية للسياسة.

## المسيرة الدبلوماسية
في عام 1914 تمكن من الحصول على تقاعد من قبل مجلس توسيع الدراسات، مما سمح له بتوسيع معرفته بالقانون في جامعات برلين وميونيخ وفيينا، وأصبح أستاذًا في جامعة العمل في مدينة شارلروا البلجيكية. ثم دخل الحياة الدبلوماسية من خلال الانضمام إلى السلك الدبلوماسي في عام 1916 وعمل كممثل للعديد من الدول. في البداية، كان مرتبطًا بالسفارة الإسبانية في برلين ثم ترأس لاحقًا القنصليات الفرعية في شارلروا، وأنتويرب، وشتوتغارت، وبريمن، وطنجة، وفرانكفورت. في عام 1924 حصل على وسام القديس غريغوريوس الكبير من الفاتيكان.[بحاجة لمصدر]
ومع وصول الجمهورية الإسبانية الثانية في عام 1931، تم تعيينه مفوضًا خاصًا وقائمًا بالأعمال في باريس، ثم عاد إلى طنجة قبل أن يقفز إلى جنيف. في أكتوبر 1933 تم تعيينه مديرًا عامًا للحماية الإسبانية في المغرب وفي عام 1934 وكيلًا لرئاسة حكومة أليخاندرو ليروكس. بعد إقامة قصيرة في قنصلية لشبونة، في 19 فبراير 1936، تم تعيينه وزيرًا للصناعة والتجارة في حكومات مانويل أثانيا، وسانتياغو كاساريس كيروغا، ودييغو مارتينيز باريو، وخوسيه جيرال. عندما فازت الجبهة الشعبية في انتخابات فبراير 1936، تم تعيينه وزيرًا للصناعة والتجارة، وهو المنصب الذي شغله لعدة أشهر حتى 4 سبتمبر من نفس العام عندما تشكلت أول حكومة لفرانسيسكو لارجو كاباليرو.
أثناء الحرب الأهلية الإسبانية، تم تعيين بويلا قنصلًا عامًا للجمهورية في دبلن ثم جبل طارق، وهو المنصب الذي شغله حتى 20 فبراير 1938 عندما أصبح قنصلًا لفرنسا، حيث توفي في باريس عام 1938.

## الإنجازات

### النادي
نادي مدريد
- بطولة سنترو[الإنجليزية]:
  - الأبطال (1): 1906–07
- كأس ملك إسبانيا:
  - الأبطال (1): 1907

إسبانيول مدريد
كأس ملك إسبانيا:
- الوصيف (2): 1909 و1910

إسبانيول
كأس ملك إسبانيا:
- الوصيف (1): 1911

## وصلات خارجية
- هذه المقالة لا تملك بيانات على ويكي بيانات